# 2. Tennis-Bundesliga (Damen) 2014
Die 2. Tennis-Bundesliga der Damen wurde 2014 zum 16. Mal ausgetragen. Die Spiele fanden im Zeitraum vom 11. Mai bis 15. Juni 2014 statt.

## Spieltage und Mannschaften
| Spieltage                                       | Spieltage                          |
| ----------------------------------------------- | ---------------------------------- |
| 1. Spieltag: So., 11. Mai 2014, 11:00 Uhr       |                                    |
| 2. Spieltag: So., 18. Mai 2014, 11:00 Uhr       |                                    |
| 3. Spieltag: Nord: Do., 29. Mai 2014, 11:00 Uhr | Süd: So., 1. Juni 2014, 11:00 Uhr  |
| 4. Spieltag: Nord: So., 1. Juni 2014, 11:00 Uhr | Süd: Sa., 7. Juni 2014, 11:00 Uhr  |
| 5. Spieltag: Nord: Sa., 7. Juni 2014, 11:00 Uhr | Süd: So., 8. Juni 2014, 11:00 Uhr  |
| 6. Spieltag: Nord: Mo., 9. Juni 2014, 11:00 Uhr | Süd: Sa., 14. Juni 2014, 11:00 Uhr |
| 7. Spieltag: So., 15. Juni 2014, 11:00 Uhr      |                                    |

| Mannschaften 2. BL Nord    |
| -------------------------- |
| Braunschweiger THC         |
| Der Club an der Alster     |
| DTV Hannover               |
| E T U F e. V., Tennisriege |
| Rochusclub Düsseldorf      |
| TC Blau-Weiß Halle         |
| TC Union Münster           |

| Mannschaften 2. BL Süd        |
| ----------------------------- |
| BASF TC Ludwigshafen          |
| Eckert Tennis Team Regensburg |
| MTTC Iphitos München          |
| SC SAFO Frankfurt             |
| GW Luitpoldpark München       |
| TC Rüppurr                    |
| TGS Bieber Offenbach          |

## 2. Bundesliga Nord

### Abschlusstabelle
|     | Mannschaft                     | Begegnungen | Punkte | Matches | Sätze | Spiele  |
| --- | ------------------------------ | ----------- | ------ | ------- | ----- | ------- |
| 01. | E T U F e. V., Tennisriege (A) | 6           | 12:0   | 46:8    | 95:24 | 610:305 |
| 02. | DTV Hannover (N)               | 6           | 8:4    | 33:21   | 75:52 | 542:465 |
| 03. | Der Club an der Alster         | 6           | 8:4    | 30:24   | 67:57 | 509:468 |
| 04. | Braunschweiger THC             | 6           | 4:8    | 25:29   | 59:65 | 469:499 |
| 05. | Rochusclub Düsseldorf          | 6           | 4:8    | 21:33   | 50:77 | 432:547 |
| 06. | TC Union Münster (N)           | 6           | 4:8    | 15:39   | 38:84 | 394:567 |
| 07. | TC Blau-Weiß Halle             | 6           | 2:10   | 19:35   | 51:76 | 447:552 |

### Mannschaftskader
| Pos. | Name                 |
| ---- | -------------------- |
| 1    | Magda Linette        |
| 2    | Olha Sawtschuk       |
| 3    | Anastasija Sevastova |
| 4    | Katharina Lehnert    |
| 5    | Patty Schnyder       |
| 6    | Vinja Lehmann        |
| 7    | Kim Janine Gefeller  |
| 8    | Imke Schlünzen       |
| 9    | Majlena Pedersen     |
| 10   | Semira Simon         |
| 11   | Janine Krebs         |
| 12   | Linnea Pedersen      |
| 13   | Antonia Berse        |
| 14   | Katharine Stimik     |
| 15   |                      |
| 16   |                      |

| Pos. | Name               |
| ---- | ------------------ |
| 1    | Stephanie Vogt     |
| 2    | Carina Witthöft    |
| 3    | Katarzyna Kawa     |
| 4    | Laëtitia Sarrazin  |
| 5    | Palina Pechawa     |
| 6    | Katharina Holert   |
| 7    | Lisa Matviyenko    |
| 8    | Maria Jespersen    |
| 9    | Jennifer Witthöft  |
| 10   | Lisa Ponomar       |
| 11   | Valerie Riegraf    |
| 12   | Denisa Ibrahimovic |
| 13   | Linda Berlinecke   |
| 14   | Lorraine Larbig    |
| 15   | Karoline Grymel    |
| 16   | Benja Böhnke       |

| Pos. | Name                |
| ---- | ------------------- |
| 1    | Maria Elena Camerin |
| 2    | Xenija Palkina      |
| 3    | Syna Kayser         |
| 4    | Lenka Juríková      |
| 5    | Kim Grajdek         |
| 6    | Lenka Wienerová     |
| 7    | Angelika Roesch     |
| 8    | Sabrina Baumgarten  |
| 9    | Anastazja Rosnowska |
| 10   | Sofiya Gorovyts     |
| 11   | Shaline-Doreen Pipa |
| 12   | Alisa Diercksen     |
| 13   | Laura Bente         |
| 14   | Insa Wickmann       |
| 15   | Marie Martirosov    |
| 16   | Melanie Rehmann     |

| Pos. | Name                   |
| ---- | ---------------------- |
| 1    | María Irigoyen         |
| 2    | Andreea Mitu           |
| 3    | Cristina Dinu          |
| 4    | Anastasia Grymalska    |
| 5    | Anne Schäfer           |
| 6    | Ysaline Bonaventure    |
| 7    | Angelique van der Meet |
| 8    | Wiktorija Tomowa       |
| 9    | Mădălina Gojnea        |
| 10   | Darija Jurak           |
| 11   | Bernice van de Velde   |
| 12   | Magdalena Fręch        |
| 13   | Magalie Girard         |
| 14   | Roos van der Zwaan     |
| 15   | Leah Luboldt           |
| 16   | Judith Bohnenkamp      |

| Pos. | Name                 |
| ---- | -------------------- |
| 1    | Julija Bejhelsymer   |
| 2    | Mihaela Buzărnescu   |
| 3    | Cindy Burger         |
| 4    | Katalin Marosi       |
| 5    | Vanessa Henke        |
| 6    | Katarína Strešnáková |
| 7    | Madita Suer          |
| 8    | Anna-Lena Linden     |
| 9    | Katharina Gerlach    |
| 10   | Nora Niedmers        |
| 11   | Alice Tesan          |
| 12   | Camilla Waldecker    |
| 13   | Dorit Waligura       |
| 14   | Constanze Kürten     |
| 15   | Anna-Catharina Zoske |
| 16   | Isabel Busch         |

| Pos. | Name                 |
| ---- | -------------------- |
| 1    | Amandine Hesse       |
| 2    | Irina Ramialison     |
| 3    | Nina Zander          |
| 4    | Barbara Haas         |
| 5    | Janina Toljan        |
| 6    | Jainy Scheepens      |
| 7    | Morgane Pons         |
| 8    | Catrin Levers        |
| 9    | Derya Turhan         |
| 10   | Christine Sperling   |
| 11   | Tanja Klee           |
| 12   | Kira Kastigen        |
| 13   | Franziska Kommer     |
| 14   | Lisa Halfmann        |
| 15   | Laura Wloka          |
| 16   | Renate van Oorschodt |

| Pos. | Name                 |
| ---- | -------------------- |
| 1    | Julia Wachaczyk      |
| 2    | Manon Kruse          |
| 3    | Maria-Fernanda Alves |
| 4    | Ria Sabay            |
| 5    | Marleen Tilgner      |
| 6    | Gisela Riera-Roura   |
| 7    | Jana Albers          |
| 8    | Tina Kötter          |
| 9    | Darta Emulina        |
| 10   | Deborah Döring       |
| 11   | Ivana Michels        |
| 12   | Margarete Pelster    |
| 13   | Cristina Ruiz Agudo  |
| 14   | Nicole Bedminster    |
| 15   | Milana Nikitina      |
| 16   | Jutta Besse          |

### Ergebnisse
| Datum/Uhrzeit      | Heimmannschaft         | Gastmannschaft         | Matches | Sätze | Spiele |
| ------------------ | ---------------------- | ---------------------- | ------- | ----- | ------ |
| So. 11. Mai 11:00  | Rochusclub Düsseldorf  | ETuF Essen             | 2:7     | 5:14  | 63:99  |
| So. 11. Mai 11:00  | DTV Hannover           | Der Club an der Alster | 8:1     | 17:5  | 105:66 |
| So. 11. Mai 11:00  | TC Blau-Weiß Halle     | Braunschweiger THC     | 2:7     | 6:14  | 78:97  |
| So. 28. Mai 11:00  | ETuF Essen             | TC Blau-Weiß Halle     | 8:1     | 17:3  | 104:37 |
| So. 28. Mai 11:00  | Braunschweiger THC     | Rochusclub Düsseldorf  | 8:1     | 17:5  | 101:54 |
| So. 28. Mai 11:00  | Der Club an der Alster | TC Union Münster       | 8:1     | 16:4  | 100:52 |
| Do. 29. Mai 11:00  | Der Club an der Alster | ETuF Essen             | 2:7     | 7:15  | 74:100 |
| Do. 29. Mai 11:00  | DTV Hannover           | TC Blau-Weiß Halle     | 5:4     | 11:10 | 85:79  |
| Do. 29. Mai 11:00  | TC Union Münster       | Braunschweiger THC     | 5:4     | 10:11 | 82:86  |
| So. 1. Juni 11:00  | TC Blau-Weiß Halle     | Rochusclub Düsseldorf  | 3:6     | 11:12 | 83:84  |
| So. 1. Juni 11:00  | ETuF Essen             | Braunschweiger THC     | 9:0     | 18:1  | 106:33 |
| So. 1. Juni 11:00  | TC Union Münster       | DTV Hannover           | 2:7     | 5:14  | 63:95  |
| Sa. 7. Juni 11:00  | Der Club an der Alster | Rochusclub Düsseldorf  | 6:3     | 12:8  | 88:76  |
| Sa. 7. Juni 11:00  | Braunschweiger THC     | DTV Hannover           | 3:6     | 9:14  | 86:98  |
| Sa. 7. Juni 11:00  | TC Union Münster       | TC Blau-Weiß Halle     | 2:7     | 7:15  | 82:101 |
| Mo. 9. Juni 11:00  | Rochusclub Düsseldorf  | DTV Hannover           | 5:4     | 10:11 | 79:89  |
| Mo. 9. Juni 11:00  | ETuF Essen             | TC Union Münster       | 9:0     | 18:0  | 109:28 |
| Mo. 9. Juni 11:00  | Braunschweiger THC     | Der Club an der Alster | 3:6     | 7:12  | 66:81  |
| So. 15. Juni 11:00 | TC Blau-Weiß Halle     | Der Club an der Alster | 2:7     | 6:15  | 69:100 |
| So. 15. Juni 11:00 | DTV Hannover           | ETuF Essen             | 3:6     | 8:13  | 70:92  |
| So. 15. Juni 11:00 | Rochusclub Düsseldorf  | TC Union Münster       | 4:5     | 10:12 | 76:87  |

## 2. Bundesliga Süd

### Abschlusstabelle
|     | Mannschaft                    | Begegnungen | Punkte | Matches | Sätze | Spiele  |
| --- | ----------------------------- | ----------- | ------ | ------- | ----- | ------- |
| 01. | Eckert Tennis Team Regensburg | 6           | 12:0   | 38:16   | 82:38 | 551:375 |
| 02. | TC Rüppurr                    | 6           | 8:4    | 40:14   | 87:36 | 578:342 |
| 03. | BASF TC Ludwigshafen (A)      | 6           | 8:4    | 32:22   | 68:51 | 483:451 |
| 04. | TGS Bieber Offenbach (N)      | 6           | 6:6    | 26:28   | 57:59 | 479:481 |
| 05. | GW Luitpoldpark München (N)   | 6           | 4:8    | 21:33   | 48:69 | 480:525 |
| 06. | SC SAFO Frankfurt (N)         | 6           | 2:10   | 17:37   | 35:81 | 352:589 |
| 07. | MTTC Iphitos München          | 6           | 2:10   | 15:39   | 40:83 | 395:555 |

### Mannschaftskader
| Pos. | Name                       |
| ---- | -------------------------- |
| 1    | Laura Thorpe               |
| 2    | Kateřina Vaňková           |
| 3    | Amra Sadikovic             |
| 4    | Corinna Dentoni            |
| 5    | Constance Sibille          |
| 6    | Marina Shamayko            |
| 7    | Fiona Gervais              |
| 8    | Jil Nora Engelmann         |
| 9    | Svenja Weidemann           |
| 10   | Elsa Pellegrinelli         |
| 11   | Kristin Buth               |
| 12   | Katrin Kronemayer          |
| 13   | Nadine Lang                |
| 14   | Nathalie Scherdel          |
| 15   | Anica Wünsche von Leupoldt |
| 16   | Riya Bhatia                |

| Pos. | Name                |
| ---- | ------------------- |
| 1    | Chanelle Scheepers  |
| 2    | Karolína Plíšková   |
| 3    | Julia Görges        |
| 4    | Kristýna Plíšková   |
| 5    | Lesley Kerkhove     |
| 6    | Barbora Krejčíková  |
| 7    | Chantal Škamlová    |
| 8    | Natela Dzalamidze   |
| 9    | Diana Buzean        |
| 10   | Bianca Hincu        |
| 11   | Eva Rutarova        |
| 12   | Nikola Schweinerova |
| 13   | Courtney Collins    |
| 14   | Christina Zentai    |
| 15   | Kiara Traeger       |
| 16   | Caroline Ancicka    |

| Pos. | Name                   |
| ---- | ---------------------- |
| 1    | Giulia Gatto-Monticone |
| 2    | Dia Ewtimowa           |
| 3    | Anna-Giulia Remondina  |
| 4    | Franziska König        |
| 5    | Vivian Heisen          |
| 6    | Claudine Schaul        |
| 7    | Dominice Ripoll        |
| 8    | Sabrina Jolk           |
| 9    | Vroni Hinterseer       |
| 10   | Laura Dell Angelo      |
| 11   | Sarina Müller          |
| 12   | Caroline Nothnagel     |
| 13   | Heike Albrecht         |
| 14   | Cosima Hoch            |
| 15   | Samantha Hörter        |
| 16   | Leoni Schnitzenbaumer  |

| Pos. | Name               |
| ---- | ------------------ |
| 1    | Irina Falconi      |
| 2    | Ivana Lisjak       |
| 3    | Emily Webley-Smith |
| 4    | Aminat Kuschchowa  |
| 5    | Maxine Schmidt     |
| 6    | Alina Hölzel       |
| 7    | Noemi Hemmerich    |
| 8    | Sophie Clößner     |
| 9    | Hanna Stiller      |
| 10   | Lea Schneider      |
| 11   | Zoe Schmidt        |
| 12   | Michelle Janis     |
| 13   | Grace Janis        |
| 14   | Luisa Hrda         |
| 15   | Leora Hemmerich    |
| 16   |                    |

| Pos. | Name                     |
| ---- | ------------------------ |
| 1    | Nastja Kolar             |
| 2    | Maša Zec Peškirič        |
| 3    | Lena Hofmann             |
| 4    | Daniela Kix              |
| 5    | Sonja Larsen             |
| 6    | Jasmin Georgia Steinherr |
| 7    | Julia Thiem              |
| 8    | Luisa Marie Huber        |
| 9    | Eva-Maria Hoch           |
| 10   | Julia Grabher            |
| 11   | Alissia Gleixner         |
| 12   | Marita Mannert           |
| 13   | Verena Gantschnig        |
| 14   | Michaela Niedermeier     |
| 15   | Sandra Bachmayer         |
| 16   | Katharina Bräutigam      |

| Pos. | Name               |
| ---- | ------------------ |
| 1    | Angelique Kerber   |
| 2    | Sabine Lisicki     |
| 3    | Iveta Melzer       |
| 4    | Eva Birnerová      |
| 5    | Julia Cohen        |
| 6    | Laura Siegemund    |
| 7    | Réka-Luca Jani     |
| 8    | Ana Savić          |
| 9    | Ágnes Bukta        |
| 10   | Marta Domachowska  |
| 11   | Nicole Rottmann    |
| 12   | Anne Kremer        |
| 13   | Katharina Werner   |
| 14   | Vladimíra Uhlířová |
| 15   | Bettina Rothfuß    |
| 16   | Rebecca Faltusz    |

| Pos. | Name                |
| ---- | ------------------- |
| 1    | Sopia Schapatawa    |
| 2    | Alice Balducci      |
| 3    | Linda Prenkovic     |
| 4    | Natalia Siedliska   |
| 5    | Iryna Brémond       |
| 6    | Kim Berghaus        |
| 7    | Katarína Kachlíková |
| 8    | Nikolina Pjanic     |
| 9    | Kristina Huba       |
| 10   | Jana Clößner        |
| 11   | Paula Frühauf       |
| 12   | Jennifer Beuschel   |
| 13   | Adrianna Sosnowska  |
| 14   | Katarina Huba       |
| 15   | Vanessa Groß        |
| 16   | Kristin Lotz        |

### Ergebnisse
| Datum/Uhrzeit      | Heimmannschaft                | Gastmannschaft                | Matches | Sätze | Spiele |
| ------------------ | ----------------------------- | ----------------------------- | ------- | ----- | ------ |
| So. 11. Mai 11:00  | SC Safo Ffm                   | TC Rüppurr                    | 6:3     | 12:10 | 81:94  |
| So. 11. Mai 11:00  | MTTC Iphitos München          | BASF TC Ludwigshafen          | 2:7     | 7:15  | 72:94  |
| So. 11. Mai 11:00  | TGS Bieber Offenbach          | Eckert Tennis Team Regensburg | 3:6     | 7:13  | 79:91  |
| So. 28. Mai 11:00  | TC Rüppurr                    | BASF TC Ludwigshafen          | 8:1     | 17:4  | 101:45 |
| So. 28. Mai 11:00  | MTTC Iphitos München          | TGS Bieber Offenbach          | 2:7     | 5:15  | 57:98  |
| So. 28. Mai 11:00  | SC Safo Ffm                   | GW Luitpoldpark München       | 4:5     | 8:11  | 71:99  |
| So. 1. Juni 11:00  | GW Luitpoldpark München       | TC Rüppurr                    | 1:8     | 2:16  | 55:109 |
| So. 1. Juni 11:00  | TGS Bieber Offenbach          | SC Safo Ffm                   | 7:2     | 14:4  | 101:52 |
| So. 1. Juni 11:00  | Eckert Tennis Team Regensburg | MTTC Iphitos München          | 8:1     | 17:3  | 107:51 |
| Sa. 7. Juni 11:00  | SC Safo Ffm                   | Eckert Tennis Team Regensburg | 1:8     | 2:17  | 33:104 |
| Sa. 7. Juni 11:00  | GW Luitpoldpark München       | BASF TC Ludwigshafen          | 2:7     | 6:14  | 76:89  |
| Sa. 7. Juni 11:00  | TC Rüppurr                    | MTTC Iphitos München          | 9:0     | 18:3  | 99:47  |
| So. 8. Juni 11:00  | Eckert Tennis Team Regensburg | GW Luitpoldpark München       | 6:3     | 12:7  | 91:67  |
| So. 8. Juni 11:00  | MTTC Iphitos München          | SC Safo Ffm                   | 7:2     | 15:5  | 97:64  |
| So. 8. Juni 11:00  | BASF TC Ludwigshafen          | TGS Bieber Offenbach          | 6:3     | 12:6  | 93:74  |
| Sa. 14. Juni 11:00 | BASF TC Ludwigshafen          | Eckert Tennis Team Regensburg | 4:5     | 9:11  | 68:77  |
| Sa. 14. Juni 11:00 | GW Luitpoldpark München       | MTTC Iphitos München          | 6:3     | 13:7  | 93:71  |
| Sa. 14. Juni 11:00 | TC Rüppurr                    | TGS Bieber Offenbach          | 8:1     | 16:3  | 98:33  |
| So. 15. Juni 11:00 | Eckert Tennis Team Regensburg | TC Rüppurr                    | 5:4     | 12:10 | 81:77  |
| So. 15. Juni 11:00 | BASF TC Ludwigshafen          | SC Safo Ffm                   | 7:2     | 14:4  | 94:51  |
| So. 15. Juni 11:00 | TGS Bieber Offenbach          | GW Luitpoldpark München       | 5:4     | 12:9  | 94:90  |